# Troglohyphantes draconis
Troglohyphantes draconis is een spinnensoort in de taxonomische indeling van de hangmatspinnen (Linyphiidae).
Het dier behoort tot het geslacht Troglohyphantes. Het leeft in grotten. De typelocatie is de "drakengrot", boven het dorp Krapa in Makedonski Brod (Noord-Macedonië), waarvan de naam werd afgeleid. De wetenschappelijke naam van de soort werd voor het eerst geldig gepubliceerd in 1978 door Christa L. Deeleman-Reinhold.